# 美國航空
美國航空，簡稱美航，是全世界載客量、客運總里程和機隊規模最大的航空公司，總部位於美國德薩斯州的沃斯堡，鄰近達拉斯－沃斯堡國際機場，航班遍及整個美國，並從美國飛往加拿大、中南美洲、西歐與亞洲。

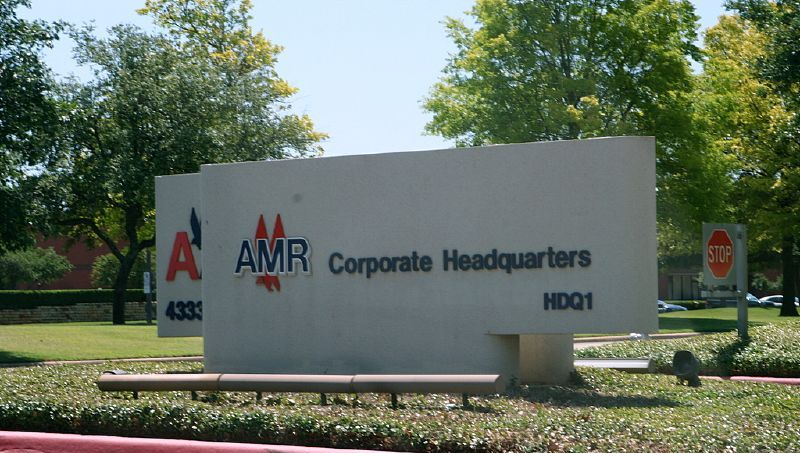
美國航空母公司AMR公司及美國航空總部

1982年，美國航空成为AMR公司（AMR Corporation）的一个子公司。2013年，美國航空母公司AMR與全美航空的母公司全美航空集團（US Airways Group）完成合併，美國航空自此成為合併後的美國航空集團（American Airlines Group）之子公司。美航在美國－中南美洲間的載客量比任何其他航空公司都要高，在2004年達到8921萬人次，同時也擁有不小比例的跨洲航線市場。
美國航空及美鷹航空分別擁有十大樞紐，而其中最大規模的分別是達拉斯－沃斯堡國際機場（DFW）、芝加哥奧黑爾國際機場（ORD）、邁阿密國際機場（MIA）、洛杉磯國際機場（LAX）和甘迺迪國際機場（JFK），其中來往總部所在地達拉斯-沃斯堡機場的航班為所有樞紐機場中最多。美航的維修中心設在土爾沙（TUL）、堪薩斯市（MCI）和沃斯堡（AFW）。
除了美國航空之外，美國航空集團也以基地同設達拉斯-沃斯堡的營運夥伴美鷹航空（American Eagles）的品牌經營美國與周邊國家之間的短到中程區域航線。
另外，美國航空也是寰宇一家航空聯盟的創始會員之一。

## 歷史

美航曾推動道格拉斯飛行器公司研製DC-3飛機

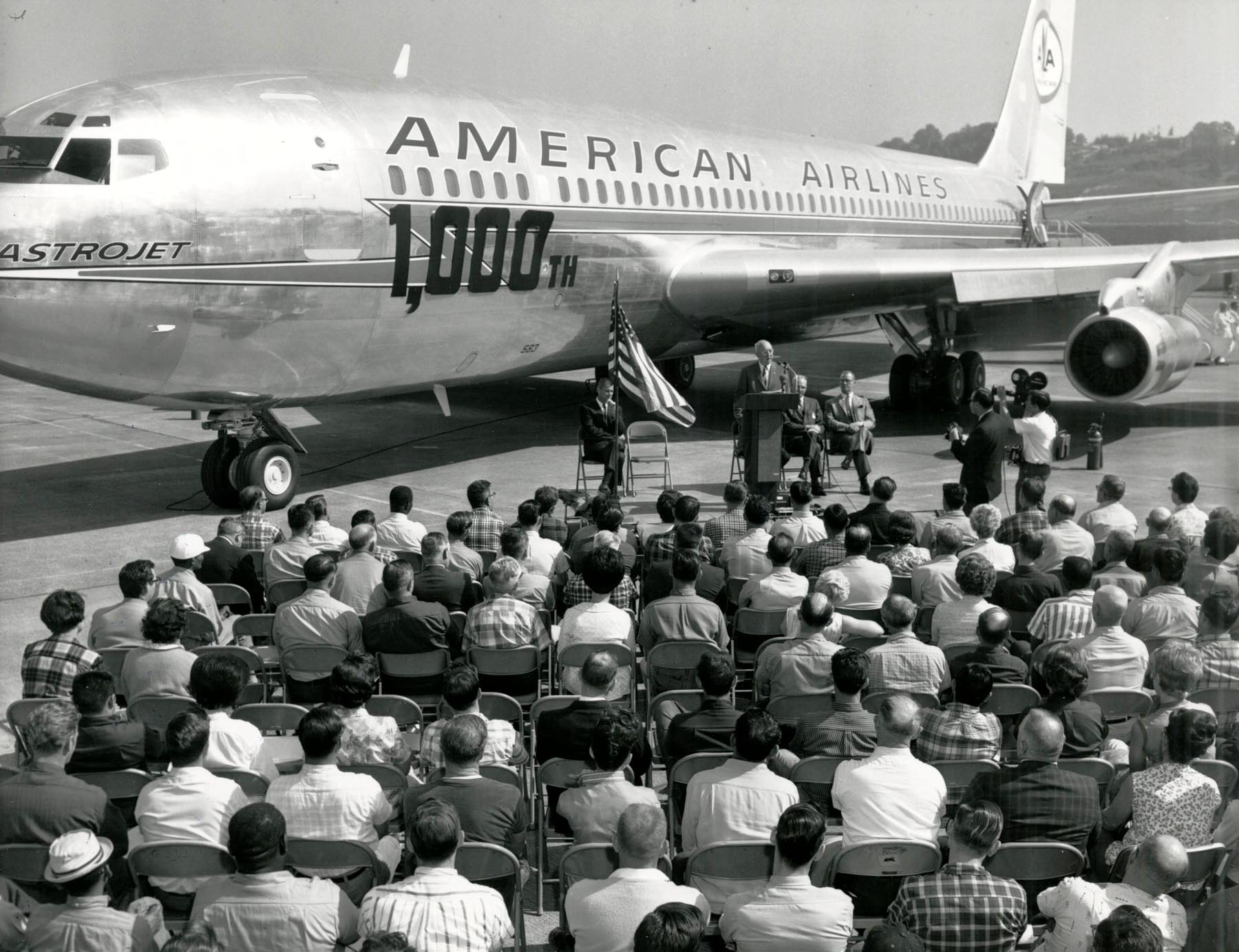
美航曾將其波音707稱為“Astrojet”

### 旧美国航空时期（1934年-2013年）
美國航空公司是由一个大约82家小航空公司组合透过一系列整合和改革发展而来的：最初，许多飞机都可以自由使用“American Airways”这个名字作为共有品牌。1934年，美國航空公司陷入财政危机，在E.L. Cord的领导下，将公司更名为“American Airlines”。早期的时候，公司的总部是位于伊利诺斯州的芝加哥中途机场。在这段时期美航的一个创新就是在飞机上使用了空乘人员。
直到20世纪50年代后期美國航空公司的主要航线还是从纽约和芝加哥经由达拉斯到洛杉矶。早期美國航空公司总裁之一C.R.史密斯（C. R. Smith）与唐纳德·道格拉斯密切合作后开发了道格拉斯DC-3飞机，美國航空公司在1936年开始将这种机型投入飞行。对于道格拉斯DC-3，美航给它取了一个航海用的名称，称这种飞机为“旗舰”（Flagships），并成立了“海軍將官俱乐部”（Admirals Club），这便是早期的贵宾俱乐部，后来成为世界上第一个航空公司贵宾室（位于拉瓜迪亚机场）。当道格拉斯DC-3飞机停留在机场时，会有一面带有4颗星的“旗舰三角旗”（admiral's pennant）飘扬在驾驶舱窗外，在那时这就是美利堅航空公司最著名的图像之一。
2011年，由于全球航空市场全面亏损，美航曾有短暂几个月申请过破产保护，之后美国航空宣布将被全美航空合并。

### 新美国航空时期（2013年至今）
2013年2月14日，美國航空原母公司AMR公司與全美航空原母公司全美航空集團宣佈合併、並獲得雙方董事會批准，合併后原有的美国航空正式停运，且全部航班由全美航空改以美国航空名义接任。86%的美國國內線市場將有四大航空操控。
美國航空母公司AMR的債權人將會持有新公司的72%股權，而全美航空的股東將持有其餘的28%股權。合併案於2013年11月27日獲得美國司法部同意，兩公司旋即於同年12月9日完成合併。
美国航空公司国际战略联盟副总裁（Senior Vice President International Strategic Alliances）柯特·斯塔奇（Kurt Stache）就此事向媒体说：“这对我们的顾客来说是件好事，美国航空公司和全美航空公司将用四个月的时间完全合并，两家航空公司和他们的旅客将完全合并在同一个联盟裡。”。

### 近年跨大西洋航線發展
美國航空近年增加了新的跨大西洋航班，例如從夏洛特到慕尼黑的航線，從達拉斯到都柏林和慕尼黑的航線以及2019年開辦從鳳凰城飛往倫敦的新航線等。在2018年至2019年，美國航空開辦由達拉斯飛往冰島首都雷克雅未克的航線，以與冰島航空及沃奧航空直接競爭。其後，因應兩家冰島籍航空公司取消飛往達拉斯的航班，因此美國航空計劃將在2020年夏季將冰島的航線轉移至費城。在停運5年後，美國航空還計劃於2020年夏天復辦從達拉斯來往以色列特拉維夫的服務，唯有關計劃其後被推遲至2021年。
2020年春季，美國航空在東京羽田機場獲得新航權，因此從東京到洛杉磯及達拉斯的所有航線從成田機場轉移到羽田機場。
2020年5月，由於Covid-19冠狀病毒大流行令收入下降，美國航空宣布裁減30％的管理和行政人員。
2021年12月7日，首席執行官Doug Parker宣布將於2022年3月31日退休，繼任為現總裁Robert Isom。
2022年2月28日，響應2021年－2022年俄烏危機，美國航空宣布無限期中止俄羅斯航空公司，西伯利亞航空及俄羅斯航空之所有商業合約。其中包括與西伯利亞航空基於寰宇一家聯盟之所有飛行常客獎勵計劃的合約與合作。

## 航點

### 枢纽机场
美国航空目前拥有十大枢纽：

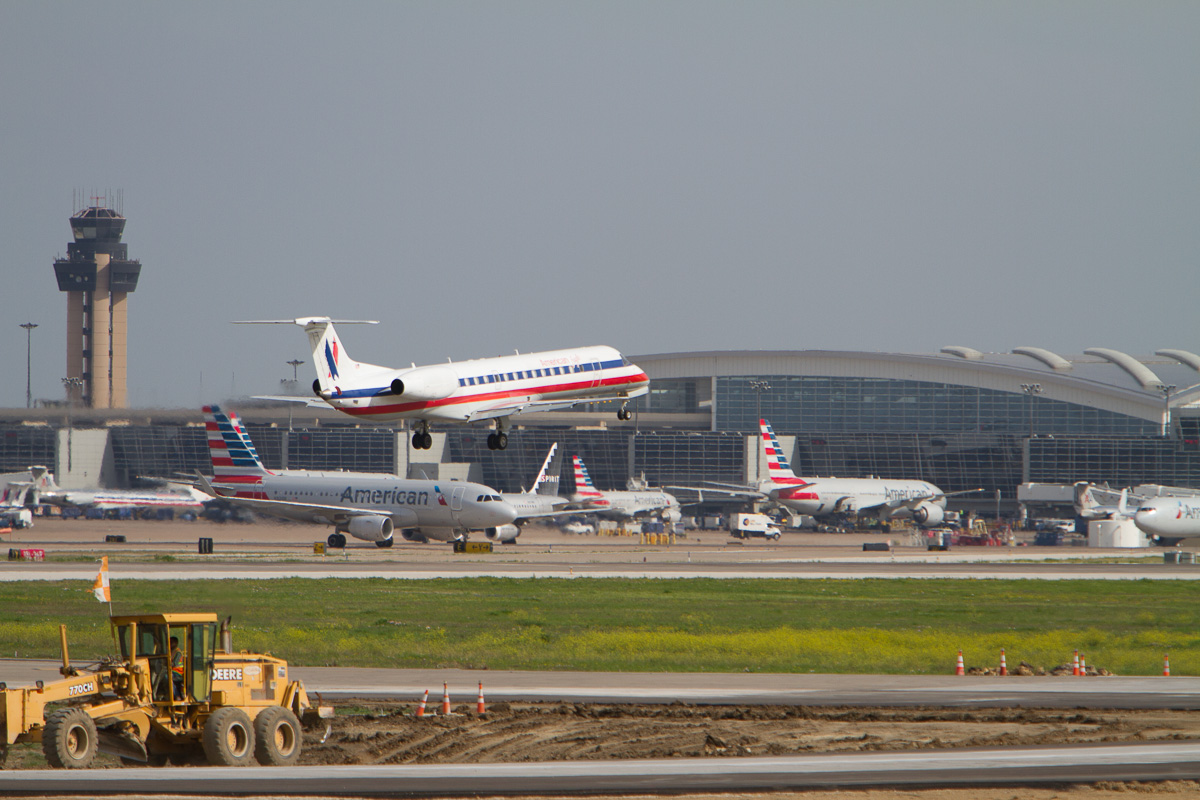
达拉斯/沃斯堡国际机场是美国航空最大的枢纽机场。

- 夏洛特 – 美航在美国东南部和加勒比海次要门户的枢纽。其在E客运廊坐拥大量区域航班[9]。美航在该机场占有九成一的时刻，为机场的最大使用者[9]。前全美航空枢纽。
- 芝加哥奥黑尔 – 美航中西部地区枢纽[10]。美航在奥黑尔占有三成五的时刻，仅次于美联航[10]。
- 达拉斯/沃思堡–美国航空在美国南部的枢纽，也是最大的枢纽[11]。美航在该机场占有八成七的时刻，为机场的最大使用者[11]。美航的总部也位于机场临近的沃斯堡[11]。该机场是美航主要的跨太平洋枢纽，通往墨西哥的主要门户，以及通往拉丁美洲的次要门户[11]。
- 洛杉矶 – 美航西海岸枢纽和跨太平洋二级门户[12]。
- 迈阿密 – 美航主要的拉丁美洲和加勒比海枢纽[13]。美航在该机场占有六成八的时刻，为机场的最大使用者[13]。
- 纽约肯尼迪 – 美航主要的跨大西洋枢纽[14]。主要服务于高客流量商务目的地[15]。美航在该机场占有一成二的时刻，并与大部分寰宇一家成员航司使用T8航站楼。美航在肯尼迪机场的航班量仅次于捷蓝航空和达美航空[15]。
- 纽约拉瓜迪亚 – 美航在纽约的第二大枢纽[16]。
- 费城 – 美航东北地区主要国内线枢纽和第二大跨大西洋枢纽，主要航线连接伦敦、巴黎和西欧、南欧的旅游胜地[17]。美航在该机场占有七成的时刻，为机场的最大使用者。前全美航空枢纽[17]。
- 凤凰城天港 – 美航在落基山地区的枢纽[18]。美航在该机场占有三成三的时刻，为机场的第二大使用者。前全美航空枢纽[19]。
- 华盛顿雷根 – 美航在美国首都的主要枢纽。美航在该机场占有四成九的时刻，为机场的最大使用者。前全美航空枢纽[20]。

### 代碼共享
美國航空與以下航空公司實行代碼共享：
- 爱尔兰航空[22]
- 大溪地航空
- 阿拉斯加航空
- 海角航空（英语：Cape Air）
- 國泰航空
- 中国南方航空
- 大韓航空
- 以色列航空[23]
- 斐濟航空
- 高爾航空[24]
- 夏威夷航空
- 靛蓝航空[25]
- 捷藍航空[26]
- 捷聪航空[27]
- 捷星航空
- 捷星日本航空
- 水平航空[28]
- 馬來西亞國際航空
- 卡塔尔航空[29]
- 摩洛哥皇家航空
- 皇家約旦航空
- 海运航空（英语：Seaborne Airlines）
- 银色航空（英语：Silver Airways）
- 斯里蘭卡航空[30]
- 伏林航空[31]

### 合資公司
美國航空與以下航空公司擁有合資公司：
- 英國航空
- 芬蘭航空
- 西班牙國家航空
- 日本航空
- 澳洲航空

## 機隊

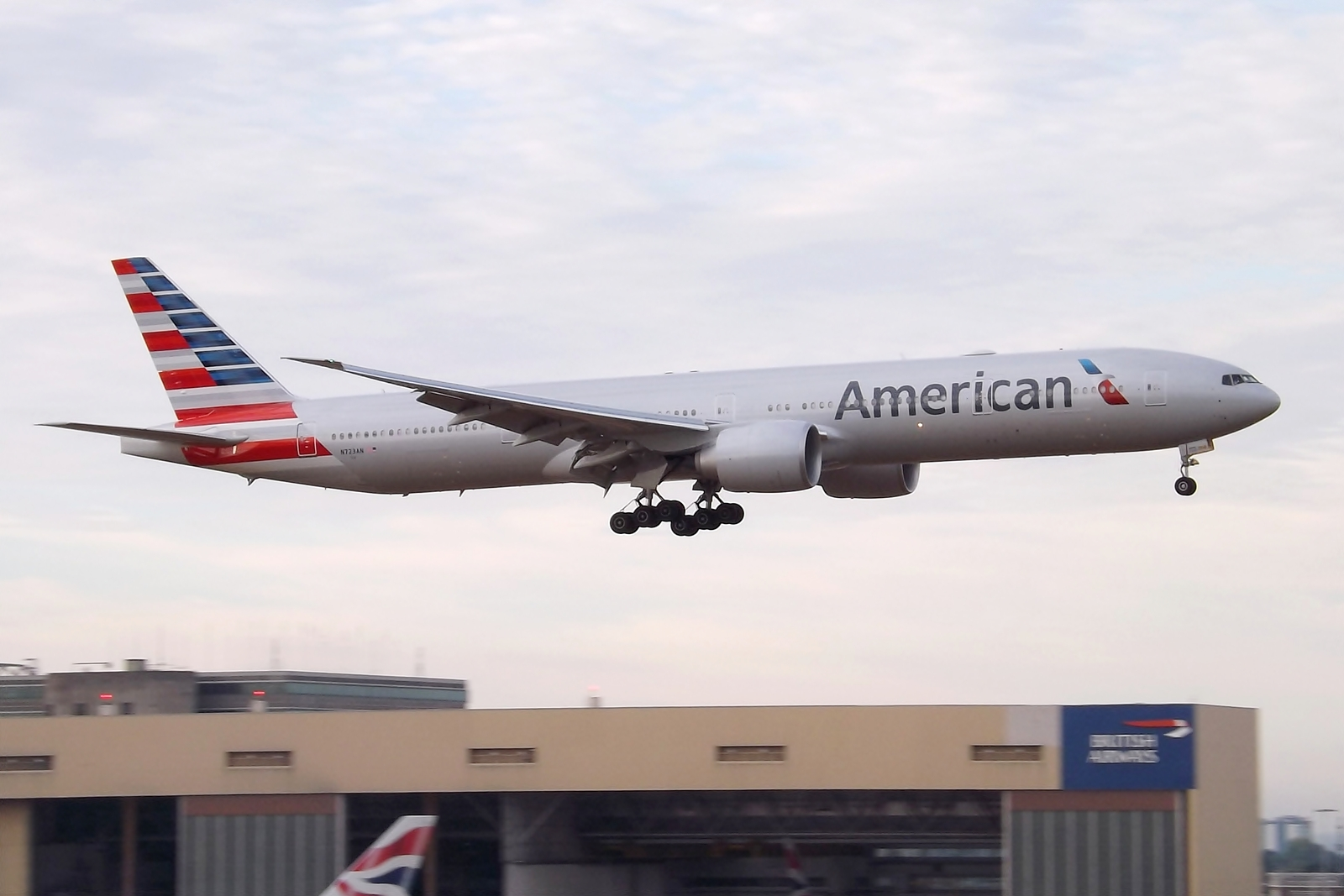
美国航空拥有着20架波音777-300ER。

截至2022年4月，美国航空拥有着由911架波音和空客飞机组成的世界上最大规模的机队，且已另外下订161架。
美航有八成的飞机为窄体客机，机型以空中客车A320系列和波音737为主。美航是A320系列客机的最大客户，其中以A319和A321为甚。同时也是第四大波音737客机运营商和第二大B737-800运营商。
美航的宽体机均为波音产品。该航司是第三大波音787运营商暨第六大波音777运营商。
美航在整个2000年代仅有订购波音客机。情况在2011年7月20日发生了变化，此时美航宣布将下订460架窄体客机，其中包括260架空客A320系列客机，是为美航历史上最大的一笔订单。到2013年美航吞并全美航空时，该航司几乎运营着除A380外所有型号的空客飞机。
2022年8月16日, 美航宣布与博姆超音速公司达成订购二十架Overture超音速客機的协议，并计划在未来将订单增加到六十架。
美航在夏洛特、芝加哥奥黑尔、达拉斯沃斯堡、匹兹堡（所有空客窄体机在此维护）和塔尔萨机场设有维护和检修基地。

## 機艙
Flagship頭等艙
Flagship頭等艙是美國航空國際航班所採用的頭等艙，目前僅在波音777-300ER上提供。座椅可完全平躺，並以1-2-1反向人字形結構佈置。 與美國航空的其他高級客艙一樣，Flagship頭等艙乘客在某些機場可享用更豐富的餐飲選擇、更舒適的候機環境和設施，例如機場候機室。
Flagship商務艙
Flagship商務艙是在美國航空旗下空中巴士A330-200、波音777-200ER、波音777-300ER、波音787-8和波音787-9上提供的高級機艙，所有旗艦Flagship商務艙座椅均可完全平躺。
洲際客艙
國內頭等艙
豪華經濟艙
超級主艙
超級主艙（Main Cabin Extra），用於大多數主線客機和美鷹航空擁有50多個座位的支線客機。 超級主艙比普通主艙擁有多額外的座的俯仰角，以及提供免費酒精飲料。新的豪華經濟艙於2016年底投入服務時，美國航空仍然保留了超級主艙的服務，未被豪華經濟艙所取代。
主艙

## 意外事件
- 1959年2月3日，美國航空320號班機，洛克希德L-188飞机，由於飞行员出错，坠毁在拉瓜迪亚机场附近。
- 1962年3月1日，美國航空1號班機，型號為波音707由於维修故障引起方向舵失灵，从Idewild机场(现在的肯尼迪机场)起飞后不久便坠毁。
- 1972年6月12日，美國航空96號班機一架全新的美航DC-10，從底特律起飛後不久突然高空失壓，航機最終迫降成功，全機人員生還。其後調查員發現，這款飛機的貨艙門設計存在缺陷，導致貨艙門在飛行途中因承受過大的壓力差而突然脫落。
- 1976年4月27日，美國航空625號班機，波音727飞机，坠毁在美属维尔京群岛圣托马斯附近。
- 1979年5月25日，美國航空191號班機，型號為麥道DC-10，在起飛時因引擎吊架鬆脫導致整個引擎脫落，飛機離地後動力不平衡，最後因傾斜角過大而墜毀於芝加哥奥黑尔国际机场的一個機庫外。
- 1995年12月20日，美國航空965號班機，型號為波音757，因機組失誤在哥倫比亞卡利附近撞山墜毀。
- 1999年6月1日，美國航空1420號班機，型號為麥道MD-82，在阿肯色州小岩城機場陆时坠毁。
- 在2001年9月11日恐怖分子劫机事件中，两架美國航空公司飞机被劫持并且坠毁：美国航空77號班機（型號為波音757）和美国航空11號班機（型號為波音767）。
- 2001年11月12日，美國航空587號班機，機型為空客A300-605R，因副駕駛過度用力操作方向舵導致其承受了過大的壓力而脫落，最後飛機進入螺旋翻滾並坠毁在纽约皇后區。
- 2001年12月22日，美國航空63號班機，型號為波音767-300ER差點被“鞋子炸弹攻击者”理查德·里德而坠毁，然而最后阴谋挫败。飞机在从法国戴高乐机场到迈阿密国际机场的途中，转往波士顿的洛根国际机场。
- 2009年12月22日，美國航空331號班機，波音737-800飞机从美国迈阿密飞往牙买加首都金士顿，于当地时间22日晚冒大雨抵达金士顿诺曼-曼利国际机场，降落后断为两截，有报道称，40名乘客在事故中受伤。
- 2016年10月28日，美國航空383號班機，型號為波音767，在芝加哥奥黑尔国际机场準備起飛時，因為輪胎爆裂起火，機上170名乘客及機組人員及時逃生，二十一人受輕傷。[40]
- 2025年3月13日, 美國航空1006號班機，型號為波音737，飞机在引擎起火后改道飞往丹佛国际机场。飞机上的172名乘客和6名机组人员全部安全撤离。[41][42]

## 延伸阅读
- John M. Capozzi, A Spirit of Greatness (JMC, 2001), ISBN 0965641031
- Don Bedwell, Silverbird: The American Airlines Story (Airways, 1999), ISBN 0965399362
- Al Casey, Casey's Law (Arcade, 1997), ISBN 1559703075
- Simon Forty, ABC American Airlines (Ian Allan, 1997), ISBN 1882663217
- Dan Reed, The American Eagle: The Ascent of Bob Crandall and American Airlines (St. Martin's, 1993), ISBN 0312086962
- Robert J. Serling, Eagle (St. Martin's, 1985), ISBN 0312224532
- International Directory of Company Histories, St. James Press.

## 外部連結
- 美国航空官网 （页面存档备份，存于）（英文）（简体中文）（繁體中文）（法文）（西班牙文）（俄文）（荷兰文）（葡萄牙文）（意大利文）（德文）（文）（日語）

- 美國航空的Facebook專頁
- 美國航空的X（前Twitter）
- YouTube上的美國航空頻道
- 美国航空机队详细资料
- 美国航空乘客意见 （页面存档备份，存于）
- Yahoo! - AMR Corporation Company Profile （页面存档备份，存于）
- American Airlines C.R. Smith Museum （页面存档备份，存于）
- Historical timetables and route maps （页面存档备份，存于）
- American Way （页面存档备份，存于）, 美国飞行杂志